# Johannes Huber
Johannes Huber, né le 25 mai 1879 à Töss (de) (originaire de Töss et Uesslingen-Buch), mort le 7 juin 1948 à Saint-Gall, est une personnalité politique suisse du canton de Saint-Gall, membre du Parti socialiste.

## Biographie
Huber naît à Töss (de) le 25 mai 1879 d'un père aubergiste. Il étudie le droit aux universités de Zurich, de Berne, de Leipzig et de Berlin. Il se marie avec Marie Blumberg en 1908.
Il est membre de la Société du Grütli et a fondé la section saint-galloise du Parti socialiste suisse en 1905. C'est sous la bannière de ce parti qu'il est élu au législatif (entre 1909 et 1912) puis exécutif (entre 1912 et 1923) de la commune de Rorschach, où il exerce en tant qu'avocat.
De 1912 à 1945, il est député au Grand Conseil saint-gallois, et préside le parlement cantonal en 1919.
En 1919, il se range du côté des positions du Comité d'Olten. La même année, il est élu au Conseil national, après l'introduction de l'élection au système proportionnel par le peuple et les cantons. Il siège à la Chambre du peuple jusqu'en 1947, et devient premier citoyen du pays en 1934.
Il se présente cinq fois pour l'élection au Conseil fédéral, sans succès.

## Littérature

### Ouvrages de Huber
(de) Johannes Huber, Neues kommunistisches Manifest, Bâle, Genossenschaftsbuchdruckerei, 1922, 66 p. (OCLC 638226217)

### Ouvrages sur Huber
(de) Arthur Schmid, David Farbstein et Max Weber (préf. Heinz Roschewski), Johannes Huber (25. Mai 1879-7. Juni 1948), Saint-Gall, Buchdruckerei Volksstimme, 1949 (OCLC 1107601943)

## Annexe et liens externes